# Sílvio Delmar Hollenbach
Sílvio Delmar Hollenbach (Cerro Largo, 31 de dezembro de 1943 — Brasília, 30 de agosto de 1977) foi um militar brasileiro.
Sentou praça em 15 de maio de 1962. No ano seguinte foi promovido a cabo. Chegou à graduação de 3° sargento em 29 de novembro de 1965 e de 2° sargento em abril de 1970. Militar do Serviço de Intendência do Exército, tornou-se herói quase ao fim da década de 1970, quando servia no Hospital das Forças Armadas. Não morreu em combate, mas deu sua vida heroicamente para salvar a de uma criança prestes a ser morta por ariranhas no Jardim Zoológico de Brasília.

## A tragédia
No dia 27 de agosto de 1977, o sargento em passeio com a família no Jardim Zoológico de Brasília, presenciou o acidente da queda de um garoto de 13 anos no fosso das ariranhas e conseguiu salvá-lo de ataques pulando no fosso, porém foi mordido pelas ariranhas e devido a uma infecção morreu no hospital.
Ariranhas geralmente são dóceis, raramente atacam humanos, biólogos do zoológico afirmam que elas sentiram que eles eram uma ameaça aos filhotes que acabara de ter, além de estarem em seu território.
Lourenço Diaferia, em crônica intitulada Herói. Morto. Nós, elogia o sargento, dizendo que ele é o verdadeiro herói e não, por exemplo, o Duque de Caxias, patrono do Exército, cujo dia se comemora também em agosto. Lourenço foi preso pelo regime militar devido ao conteúdo da crônica, considerada ofensiva às Forças Armadas.
Há ruas com seu nome em Santo André (SP), Cascavel (PR), Bertioga (SP), Rio de Janeiro (RJ), Porto Alegre (RS), Recife (PE) e em Blumenau (SC), sendo que nesta última cidade o logradouro tem o nome de Tenente Sílvio Delmar Hollenbach.
Em Cerro Largo (RS), sua cidade natal, foi homenageado no município com o nome de uma Escola Estadual. 
O auditório do Hospital das Forças Armadas (HFA) em Brasília recebe seu nome como homenagem póstuma.
O Zoológico de Brasília também homenageou o Sgt Int Sílvio Delmar Hollenbach nomeando o Zoológico da cidade com nome do sargento-herói.